# ボーイフレンド (テレビドラマ)
『ボーイフレンド』（原題:남자친구）は、2018年から2019年にかけてtvNで放送された韓国の連続テレビドラマ。

## 登場人物
※括弧内は日本語吹替。
- チャ・スヒョン：ソン・ヘギョ（志田有彩）[1]

トンファホテル代表
- キム・ジニョク：パク・ボゴム（河本啓佑）[1]

トンファホテル新入社員

### スヒョンの周辺人物
- チャ・ジョンヒョン：ムン・サングン（上別府仁資）

スヒョンの父。元ソウル市長で、現在はムナ党の代表であり次期大統領候補。本人はあとで知ったが、妻ミオクがテギョングループの不正献金を受け取り、その座に就いた。その見返りに娘のスヒョンにテギョングループの御曹司・ウソクと結婚するなど辛い思いをさせていることを悔いている。終盤でテギョングループとの関係を断つべく、不正献金を受けたことを告白し収監された。
政界入りする前はミョンシクやソンジュの兄とともに報道記者を務めていた。
- ジン・ミオク：ナム・ギエ（織部ゆかり）

スヒョンの母。野心的な性格で夫であるジョンヒョンを大統領にすべく、テギョングループに取り入る。娘との折り合いは良くなく、キム会長の意向に沿おうとしないスヒョンとは何かと対立している。
- ナム・ミョンシク：コ・チャンソク（安齋龍太）[1]

スヒョンの運転手。役職は室長。ジョンヒョンとは記者時代の先輩後輩の間柄で、自らが書いた記事のため逮捕、収監されていた。その後スヒョンが自らの運転手役として手を差し伸べた。スヒョンの子供時代から交流があり、ジョンヒョン曰く「子供のころ泣いたら私より君へ良くすがりに行った」。ミオクに内緒でミジンと２人でコンサートに行かせたり、スヒョンとジニョクが付き合う際に周囲の視線が冷ややかな中、優しく見守るなど、スヒョンにとっては信頼を置ける存在。
- キム・フェジャン：チャ・ファヨン（桜岡あつこ）[1]

スヒョンの元姑
- チョン・ウソク：チャン・スンジョ（角田雄二郎）[1]

スヒョンの元夫

### ジニョクの周辺人物
- キム・ジャンス：シン・チョングン（前田雄）

ジニョク・ジンミョンの父
- チュ・ヨンジャ：ペク・ジウォン（野首南帆子）

ジニョク・ジンミョンの母
- チョ・ヘイン：チョン・ソニ

トンファホテル広報部に勤務するジニョクの幼馴染。ジニョクに片想いをしている。
- イ・デチャン：イ・シフン

ジニョクの年上の親友。つぶ貝を売りにした居酒屋の社長。除隊したジンミョンに押しかけられ、なし崩し的に採用するも勤務態度は悪く、ジニョクにもいいように使われ辟易しているところもある。ミジンとの出会いは互いに最悪だったが、マッチングアプリ経由で付き合うことになり、デチャンの店を手伝うことなどから次第に接近していく。
- キム・ジンミョン：P.O(Block B)（新祐樹）[1]

ジニョクの弟。兄と比べて軽い性格が災いしてか、除隊日を家族に忘れられたり、ヨンジャからジニョクと比べられ出来が悪い言われるなどややぞんざいな扱いを受けている。ヘインのことが気になっているが、当の本人からは鼻もかけられていない。除隊後はデチャンの経営する居酒屋で強引に働き始めるが、勤務態度はあまり良好ではない。

### トンファホテルの関係者
- チャン・ミジン：クァク・ソニョン（吉元里謹）[1]

スヒョンの秘書であり、なんでも言い合える学生時代からの唯一の友人。
- キム・ソンジュ：キム・ヘウン（きそひろこ）

トンファホテル広報部部長。ジニョクとヘインの上司。スヒョンからの評価は高く信頼されている。記者をしていた亡き兄はジョンヒョンとミョンシクの大学時代からの親友だった。夫の不倫で離婚し、娘ジユを一人で育てている。
- イ・ジノ：キム・ホチャン（星野佑典）

トンファホテル広報部課長。
- パク・ハンギル：イ・シフン

トンファホテル広報部代理。
- ク・ウンジン：パク・ジンジュ（かとうあずさ）

トンファホテル広報部社員。

## 日本での放送
日本では、2019年3月3日よりCSチャンネルMnetにて1話先行放送、同年3月21日より同チャンネルにて本放送される。
- Mnet：2019年3月21日[3] - 2019年7月4日[4]（毎週木 22時00分 - 23時15分）朝鮮語放送（日本語字幕付き）
  - 同上：2019年3月22日[5] - 2019年7月5日[6]（毎週金 10時30分 - 11時45分）
  - 同上：2019年3月25日[7] - 2019年7月8日[8]（毎週月 9時00分 - 10時15分）
  - 同上：2019年7月8日[9] - 2019年8月1日[10]（毎週月〜金 13時00分 - 14時15分）
  - 同上：201年8月20日[11] - 2019年8月30日[12]（毎週月〜金 5時00分 - 7時30分）※二話連続放送
- WOWOW：2019年10月11日[13] - 2019年11月29日[14]（毎週金 19時00分 - 21時30分）朝鮮語放送（日本語字幕付き）※二話連続放送
  - 同上：2020年1月15日[15] - 2020年2月6日（毎週月〜金 7時00分 - 8時15分）
- テレビ大阪：2020年6月15日 - 2020年7月10日（毎週月〜金 8時55分 - 9時55分）二ヶ国語放送（日本語字幕付き）※20話版で放送
- BS12トゥエルビ：2020年7月23日 - 2020年8月19日（毎週月〜金 16時00分 - 17時00分）朝鮮語放送（日本語字幕付き）※20話版で放送
  - 同上：2021年3月17日 - 2021年4月13日（毎週月〜金 5時30分 - 6時30分）※再放送
- テレビせとうち：2020年9月1日 - 2020年9月28日（毎週月〜金 8時00分 - 8時55分）二ヶ国語放送（日本語字幕付き）※20話版で放送
- アジアドラマチックTV：2020年5月15日[16] - 2020年7月9日[17]（毎週木・金 9時30分 - 11時30分）朝鮮語放送（日本語字幕付き）
  - 同上：2020年5月29日[18] - 2020年7月23日[19]（毎週木・金 22時00分 - 0時00分）※再放送
  - 同上：2020年8月9日[20] - 2020年8月30日[21]（毎週土 8時00分 - 12時30分、毎週日 8時00分 - 11時00分）※再放送。土曜は三話連続、日曜は二話連続放送。8月30日は一話のみ放送
  - 同上：2020年9月8日[22] - 2020年9月29日[23]（毎週月〜金 15時30分 - 17時30分）※再放送
  - 同上：2020年9月28日[24] - 2020年10月21日[25]（毎週月〜金 6時00分 - 7時25分）※再放送
- LaLa TV：2020年11月16日 - 2020年12月7日（毎週月〜金 20時00分 - 21時30分）朝鮮語放送（日本語字幕付き）
  - 同上：2020年12月19日 - 2021年1月16日（毎週土 12時15分 - 15時15分、15時30分 - 18時30分）※再放送、4話連続放送
  - 同上：2021年2月20日 - 2021年4月10日（毎週土 21時30分 - 0時30分）※再放送、二話連続放送
- TBSチャンネル1：2021年6月2日 - 2021年6月11日（毎週月〜金 20時30分 - 23時00分）朝鮮語放送（日本語字幕付き）※二話連続放送
  - 同上：2021年7月15日 - 2021年8月2日（毎週月〜金 20時30分 - 22時50分〜23時00分）※再放送。2021年7月20日と8月2日は一話放送
  - 同上：2021年11月2日 - 2021年11月12日（毎週火〜土 3時30分 - 6時00分）※再放送、二話連続放送。2021年11月11日と12日は4時50分迄で、各日一話放送[26]。
- TBSチャンネル2：2021年8月23分 - 2021年9月1日（毎週月〜金 12時00分 - 14時30分頃）※二話連続放送。2021年8月24日〜26日は14時20分、月23日・27日・30日は14時30分、9月1日は14時40分、8月31日は12時30分から15時00分迄放送。
  - 同上：2021年10月4日 - 2021年10月13日（毎週月〜金 12時00分 - 14時40分）※二話連続放送
- サンテレビ：2021年8月27日 - 2021年9月23日（毎週月〜金 11時00分 - 11時55分）二ヶ国語放送（日本語字幕付き）※20話版で放送
- TVQ九州放送：2021年10月22日 - 2021年11月18日（毎週月〜金 8時00分 - 9時00分）二ヶ国語放送（日本語字幕付き）※20話版で放送
- 日テレプラス：2021年12月8日 - 2021年12月17日（毎週月〜金 16時30分 - 19時00分）朝鮮語放送（日本語字幕付き）※二話連続放送
  - 同上：2022年2月13日 - 2022年2月20日（毎週日 10時30分 - 20時台）※再放送、8話連続放送
  - 同上：2022年3月28日 - 2022年4月18日（毎週月〜金 9時00分 - 10時15分）※再放送
  - 同上：2022年5月14日 - 2022年5月21日（毎週土 11時00分 - 20時半〜21時台）※再放送、8話連続放送
- BS朝日：2022年2月24日 - 2022年3月17日（毎週月〜金 8時30分 - 10時00分）朝鮮語放送（日本語字幕付き）
- テレビ愛知：2022年12月8日 - （毎週月〜金 8時15分 - 9時30分）二ヶ国語放送(日本語字幕付き)